# Mastigostyla hoppii
Mastigostyla hoppii är en irisväxtart som beskrevs av Robert Crichton Foster. Mastigostyla hoppii ingår i släktet Mastigostyla och familjen irisväxter. Inga underarter finns listade i Catalogue of Life.